# Tarsonemus parawaitei
Tarsonemus parawaitei är en spindeldjursart som beskrevs av Kim, Qin och Sven Bertil Gunvald Lindquist 1998. Tarsonemus parawaitei ingår i släktet Tarsonemus och familjen Tarsonemidae. Inga underarter finns listade i Catalogue of Life.